# Saladillo (Córdova)
Saladillo é uma comuna da província de Córdoba, na Argentina.